# Laponiatjuottjudus
Laponiatjuottjudus (”Laponiaförvaltningen”) är en förening som förvaltar världsarvet Laponia. Namnet kommer från lulesamiskans tjuottjodit (som betyder ”administrera, förvalta”).
Laponiatjuottjudus tog över förvaltningen av Laponia från länsstyrelsen i Norrbotten 1 januari 2013. I styrelsen finns representanter för samebyarna i Laponia, Naturvårdsverket, länsstyrelsen i Norrbotten, Jokkmokks kommun och Gällivare kommun. Föreningen driver verksamheten i Naturum Laponia som är ett besökscenter i Stora Sjöfallets nationalpark.